# Арбатов, Николай Николаевич
Никола́й Никола́евич Арба́тов (настоящая фамилия Архи́пов; 28 января 1869, Санкт-Петербург — 21 марта 1926, Ленинград) — русский актёр, режиссёр и театральный педагог.

## Биография
Родился в 1869 году.
По образованию юрист — окончил юридический факультет Императорского Московского университета. Затем окончил театральную школу А. Ф. Федотова.
С 15 лет участвовал в любительских спектаклях, устраиваемых С. В. Алексеевым — отцом К. С. Станиславского. Возглавлял общество искусства и литературы.
С 1903 года Арбатов полностью посвятил себя театральному искусству. Работал режиссёром в Театре В. Ф. Комиссаржевской (Санкт-Петербург), где в числе других поставил спектакль «Дети солнца» М. Горького.
В 1908—1915 годах был главным режиссёром в театре Литературно-художественного общества в Петербурге (Театр Суворина), где осуществил ряд постановок пьес классического русского репертуара.
После Октябрьской революции был главным режиссёром театра Государственного народного дома в Петрограде.
В 1918 году был привлечен А. В. Луначарским к работе в художественной коллегии при Фотокинокомитете. По инициативе Арбатова и при его участии была организована первая в России киношкола (впоследствии — Институт и техникум экранного искусства).
В 1921—1922 годах Арбатов — главный режиссёр Александрийского театра.
В 1923—1924 годах — снова главный режиссёр театра Государственного народного дома.
Также был главным режиссёром в различных театрах России. Вёл переписку с В. Ф. Комиссаржевской.
Умер 21 марта 1926 года.